# 250840 Motörhead
250840 Motörhead è un asteroide della fascia principale. Scoperto nel 2005, presenta un'orbita caratterizzata da un semiasse maggiore pari a 3,1010682 UA e da un'eccentricità di 0,1299473, inclinata di 4,37297° rispetto all'eclittica.
È dedicato ai Motörhead, gruppo musicale britannico.